# Zamek Montrouge
Zamek Montrouge – wzniesiony w XVI wieku. Od 1990 roku posiada status monument historique, w kategorii classé (zabytek o znaczeniu krajowym).

## Lokalizacja
Zamek zlokalizowany jest przy rue de Chantegrelet w miejscowości Savigneux, w departamencie Loara, w regionie Owernia-Rodan-Alpy.

## Historia
Pierwsze informacje o zamku pochodzą z XVI wieku. Należał wtedy do Jacques’a de Puyclamanda, doradcy króla i wybranego urzędnika Forez. W połowie XVI wieku właścicielami był Pierre de Tremolles (lub Tremeolles), następnie w 1593 roku do Philippe de Tremeolles, pana Vernoilles i Morenol. Zamek posiadał fosę i most zwodzony. 
25 października 1637 roku Antoine de Tremeolles sprzedał go Jacques’owi Chiratowi. Pierwotny dom obronny powiększono po nabyciu przez Jacques’a Chirata (w latach 1637–1662), poprzez przedłużenie elewacji dziedzińca w kierunku zachodnim. Spiralne schody znajdujące się w wieży, która powinna znajdować się w połowie poza zachodnią fasadą warownego domu, znalazły się w ten sposób wewnątrz budynku. Skrzydeła głównego budynku pochodzą połowy XVII w., jedno z nich zakończone jest okrągłą wieżą. Wieża ta prawdopodobnie już istniała i była połączona z budynkiem głównym murem obronnym. Jacques Chirat niewątpliwie był inicjatorem przebudowy i nowego urządzania wnętrz zamku i utworzenia na zamku prywatnej kaplicy, być może z 1644 roku, po której jednak nie pozostał żaden ślad (zajmowała być może parter skrzydła północnego). Jednocześnie sponsorował przebudowę kaplicy Sainte-Madeleine (obecnie kaplicy Saint-Aubrin, która przylega do prezbiterium od północy) przy kolegiacie w Montbrison, stała się kaplicą rodową. W trzeciej ćwierci XVIII w. Jean-Marie Chirat de Montrouge (zm. w 1774 r.) kazał przebudować „tył swojego domu”.W tym czasie niewątpliwie zainstalowano boazerie i kamienne kominki z dekoracją Rocaille, które zdobią kilka pomieszczeń (w tym salon na parterze).
Zamek zbudowany jest na północ od wioski Morenol, pomiędzy rzekami Vizézy i Moingt. Kanały z rzeki Vizézy zasilały kilka stawów (Grand étang de Montrouge istniał w 1480 r.; w XVIII w. regularnie wspomina się o czterech stawach, dwa pozostały w XIX w.) i młyn (wzmiankowany w XVI w.) zależny od posiadłości, a także fosę, która otaczała budowlę jeszcze pod koniec XVI wieku. Budynek otoczony był od zachodu lasami, a od północy i wschodu stawami. W pobliżu wybudowano gołębnik, wzmiankowany w XVI w., wpisany do księgi wieczystej w 1809 r., wzmiankowany w stanie majątku w 1867 r. i w akcie notarialnym w 1887 r. W drugiej połowie XIX wieku otoczenie zostało zmodyfikowane poprzez zmianę przebiegu drogi, doprowadzonej dalej na wschód, co pozwoliło na utworzenie zamkniętego parku (granitowego mur z kamieni granitowych) od południa i po obu stronach. Dostęp do parku wiodą przez trzy identyczne bramy.

## Opis
Prostokątny budynek główny, znajdujący się na tyłach dziedzińca, z wieżami w narożnikach wschodnich, być może odpowiada dawnemu domowi obronnemu, który mógł pochodzić z końca XV wieku. Podczas przebudowy przerobiono wszystkie otwory okienne i drzwiowe, wykorzystując ponownie formowane ościeżnice z pierwszej połowy XVII wieku. Na elewacji zachodniej drzwi z ryglem ponownie wykorzystane jako nadproże, małe okna na parterze z początku XIX w. (dawniej zakratowane), okna na piętrze powiększone w XVIII w.; na elewacji wschodniej okna z końca XV lub XVI w. (usunięty został krzyż), okna francuskie w parterze przebudowane w XIX w., na piętrze powiększone w XVIII w.; na północnej elewacji skrzydła południowego drzwi wpasowane w stare okna (drzwi wschodnie przeprute w XX w.), nienaruszone przebudową jest okno krzyżowe na pierwszym piętrze (druga ćwierć XVII w.). Być może półkoliste otwory w nadprożu na poddaszu wykonano w czasie generalnej akcji remontu poddasza po jego powiększeniu przez Jacques’a Chirata. Półksiężycowe okna skrzydła północnego (strona północna) wbudowano prawdopodobnie w połowie lub w drugiej połowie XIX wieku. Na pierwszej matrycy katastralnej (sprzed 1830 r.) wymieniony jest budynek „zamek i dziedziniec”, z „ogrodem parterowym” przed elewacją zachodnią. Cztery ceglano-kamienne bramy wybudowane przy różnych wejściach do parku i zamku pochodzą z końca XIX w. (na zamku przechowywana jest faktura od ślusarza Palley z Montbrison z 1891 r.). W 1887 r. majątek liczył łącznie 91 ha. Po śmierci Alberta Chirata de Montrouge, który zmarł w 1914 roku jako kawaler, zamek przeszedł okres opuszczenia (w czasie którego rozebrano rzeźbiony drewniany kominek w jadalni). Kupił go w trzeciej ćwierci XX w. pan Prodon, przemysłowiec z Saint-Chamond, który go gruntownie odrestaurował i przebudował. Naprawione zostały dachy, ponownie zamontowano pozostawione dekoracje, znalezione na strychu oraz zagospodarowanie parku. W Château de Montrouge przechowywano duże archiwum. Niewątpliwie został on w dużej mierze utajniony i skopiowany przez Alberta Chirata de Montrouge, który był członkiem Diany (stowarzyszenia archeologiczno-historycznego Forez). Zbiór został podarowany Archiwum Departamentalnemu Loary w 2000 roku przez Jeana Gonona (dokumenty datowane na lata 1380-1911), a kopie (i część oryginałów) pozostały na zamku.
Zamek składa się z budynku głównego, zamkniętego od wschodu dwiema wieżami, z dwoma skrzydłami (skrzydło północne zakończone jest okrągłą wieżą, skrzydło południowe ma indywidualny czterospadowy dach, co nadaje mu wygląd czwartej wieży) wyznaczający od zachodu niewielki dziedziniec, otwierający się na wspólny dziedziniec zamknięty od północnego zachodu bryłą budynku w kształcie litery L. Dostęp do tego dziedzińca zapewnia portal z trójkątnym frontonem i furtką dla pieszych, przeprutymi w ścianie południowej, na końcu trasy starej ścieżki prowadzącej z przysiółka Morenol. Od północy znajdują się zabudowania gospodarcze. Dom obronny w którym od strony ogrodu znajdują się trzy pokoje w rzędzie (od północy do południa: kuchnia, jadalnia i salon; jadalnię podzielono tak, aby utworzyć korytarz w osi wejścia). W kuchni znajduje się granitowy narożny kominek. Na przeważającej części ściany oddzielającej przedsionek od salonu umieszczono wieżę ze spiralną klatką schodową. Skrzydło południowe podzielone jest na cztery pomieszczenia mieszkalne oraz pokój w wieży; w pomieszczeniu środkowym znajduje się kominek granitowy, z prostym nadprożem na ukośnych konsolach i profilowanymi ościeżami. Skrzydło północne to stajnie i stodoły. Pierwsze piętro ma podobny rozkład, z trzema dużymi sypialniami i korytarzem od strony wschodniej, dużym korytarzem od strony zachodniej, biblioteką, następnie sypialnią z garderobą i łazienką w wieży w skrzydle południowym, pokojem od strony północnej.
Budynek wykonany jest z powlekanej cegły, z ramami granitowymi. Dachy mają długie pochyłości i skosy, wykonane z dachówek; dachy stożkowe na wieżyczkach kątowych i na wieży schodowej o różnym nachyleniu, z dachówki szylkretowej. Park ma bardzo prosty układ, z kilkoma gajami i ścieżkami. Obejmuje altanę, na południowy zachód od zamku. Od zachodu graniczył z pierścieniowym torem do szkolenia koni. Na północny wschód od budynków wykopany jest niewielki zbiornik wodny. Budynki gospodarcze zamku zorganizowane są wokół kwadratowego dziedzińca, na zachód od zamku. W południowo-zachodnim narożniku tego dziedzińca znajduje się stara część mieszkalna, w planie prostokątnego budynku o trzech przęsłach, z kwadratową kondygnacją i poddaszem. Parter, otwarty od strony dziedzińca podwójnymi łukowymi drzwiami z uchwytem koszowym, został przekształcony w boks dla koni. Pomiędzy tym budynkiem głównym a południowym portalem dziedzińca znajduje się budynek parterowy, trójtraktowy, z wiatami w parterze i pomieszczeniami mieszkalnymi na piętrze. Od strony zachodniej dobudowano parterowy budynek z szopami na parterze i strychem na siano. Na północ od dziedzińca znajduje się parterowy budynek zbudowany na terenie dziedzińca folwarcznego, ale otwarty w stronę wspólnego dziedzińca, pełniący funkcję magazynu. Na zewnątrz dziedzińca, na północ od zamku, wzniesiono czterotraktowy, parterowy budynek mieszkalny, do którego przylegał niewielki garaż.